# 10002 Bagdasarian
10002 Bagdasarian è un asteroide della fascia principale. Scoperto nel 1969, presenta un'orbita caratterizzata da un semiasse maggiore pari a 3,1445816 au e da un'eccentricità di 0,1692003, inclinata di 2,98347° rispetto all'eclittica.
L'asteroide è dedicato a Alexandr Sergeevich Bagdasarian, specialista in elettronica di Mosca.